# Сухоребрик східний
Сухоребрик східний (Sisymbrium orientale) — вид рослин з родини капустяних (Brassicaceae), який населяє Північну Африку, Південну Європу, Західну та Центральну Азію, Аравійський півострів, Індію та Пакистан.

## Опис
Однорічна чи дворічна рослина 25–80 см заввишки. Стебло внизу м'яко-волосисте. Верхні листки з вузько-лопатевими часточками, з яких верхівкові довше бічних. Чашолистки притиснуті до пелюсток. Стручки 4–8 см завдовжки, відстоять.

## Поширення
Населяє Північну Африку, Південну Європу, Західну та Центральну Азію, Аравійський півострів, Індію та Пакистан; натуралізований у Макаронезії, Східній і Південній Африці, багатьох країнах Європи, Британській Колумбії і США, Болівії, Перу, Аргентині, Чилі, Уругваї.
В Україні вид зростає біля доріг, на полях, на сухих схилах і в Степу — у півд. ч. Степу і Криму; занесено по залізницях у Закарпатті (Ужгород, Мукачево).

## Галерея

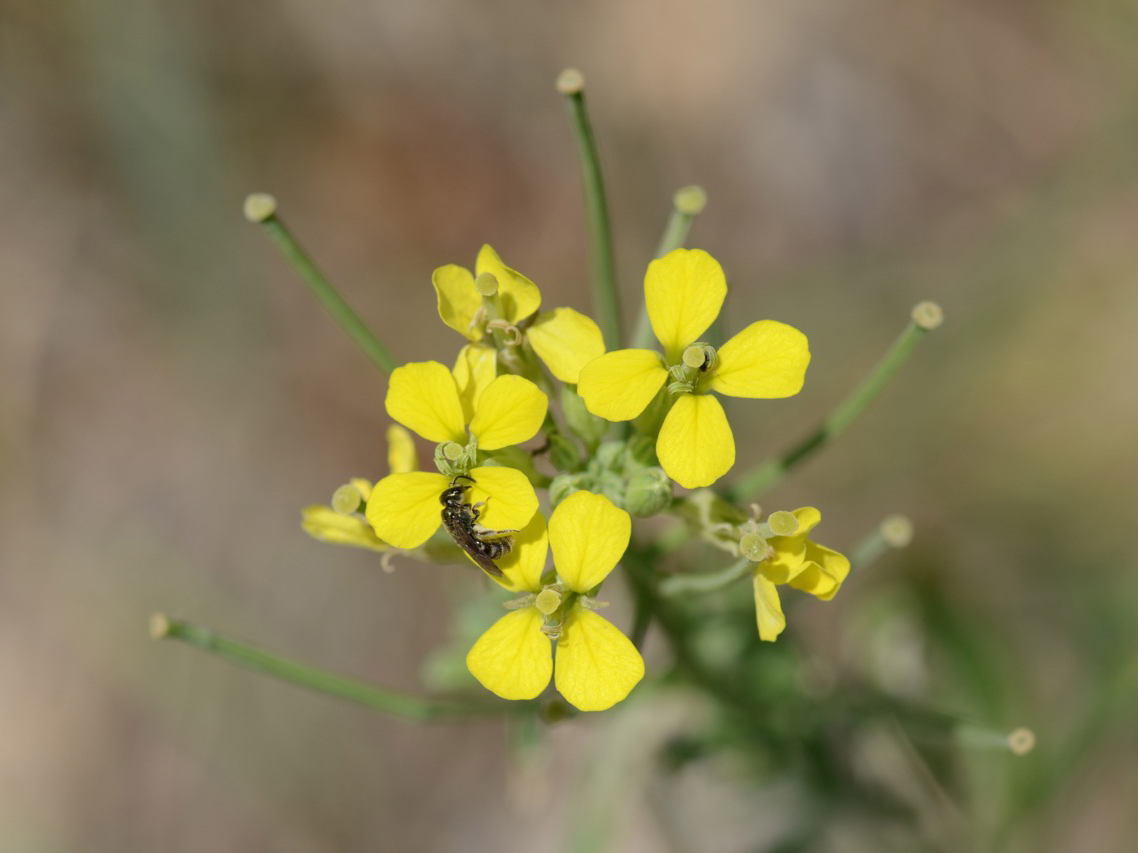
квіти
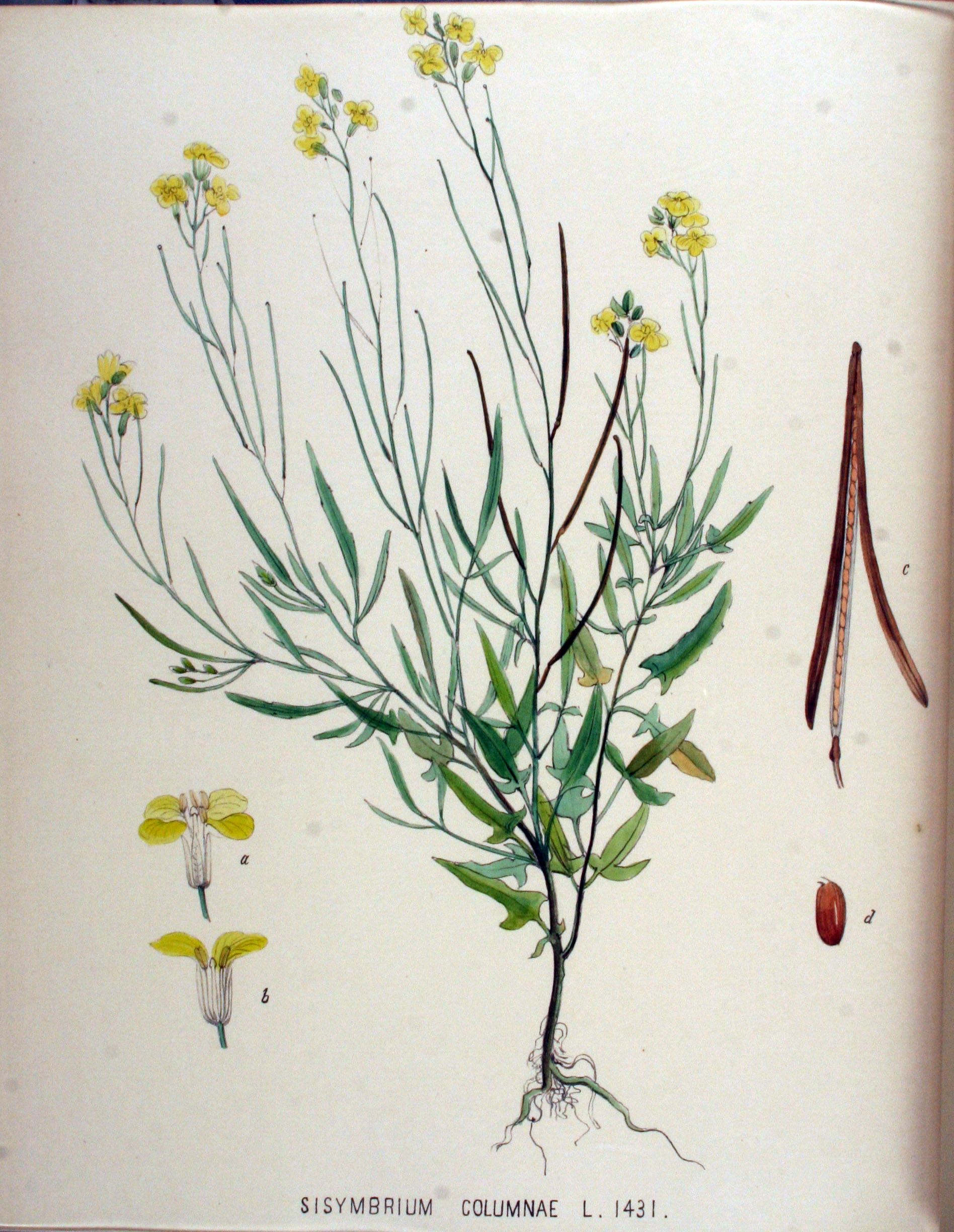
ілюстрація